# Cercle de Macina
Le cercle de Macina est une collectivité territoriale du Mali dans la région de Ségou.
Il compte onze communes : Bokywere, Folomana, Kokry centre, Kolongo, Macina, Matomo, Monimpebougou, Saloba, Sana, Souleye, Tongué.